# Понеш
Понеш (алб. Ponesh или Poneshi) је село у општини Гњилане, у Косовскопоморавском округу, Косово и Метохија, Србија.
Атар насеља се налази на територији катастарске општине Понеш. Село је на косама око Понешког потока, а у подножју понешке Чуке. Воду за пиће добија из чесама и бунара. Топографски су називи за њиве: Летевце, Палево, Орма, Искрут, Ступови, Друм, Гаревине, Смиље; за шуму: Крива Падина, Градиште.
Село је разбијеног типа. Дели се на три махале: Мусељачку, Марковачку или Арнаутску и Муаџерску махалу. Између првих двеју махала је раздаљина нешто више од 100 m а Муаџерска махала је поред Брасаљске реке на 1,5 km удаљена од главног дела села.

## Историја
Понеш је старо село. У повељи цара Душана 1348. године помиње се под именом Пониша оу Мораве (?) са влашким становништвом. У путопису Курипешића из 1530. године помиње се под именом Горњи Понеш (Ober Ponesha). У османско време, село је било ослобођено намета, по легенди зато што је један младић оправио кола султана Бајазита — намети су поново уведени у време султана Абдул Хамида. У попису из 1912. године наводи се да у селу има 54 српска домаћинства. На врху Чуке се налази град у рушевинама, звани Градиште или Каљаја.

## Географија
Изнад села издиже се Понешка чука, купасто узвишење вулканског порекла. Понешка чука налази се поред магистралног пута Приштина—Гњилане, удаљена 8 km западно од Гњилана, седишта општине којој припада село Понеш. Њена апсолутна висина износи 839 m, релативна висина 140 m, док је у основи широка око 800 m. Има симетричне стране са благим нагибом падина, а изграђена је од латита. Латити се овде јављају као изливи на раседној граници горњојурских и горњокредних седимената.
Латити су свеже и чврсте стене холокристаласто-порфирске структуре са честим уклопцима седиментних стена јуре и креде. Изграђени су од калијског фелдспата, плагиокласа, монокличног пироксена и биотита. Фенокристал је санидин који уклапа зрна андезина. Северозападно и западно од Понешке чуке изливене су веће масе трахита и трахитских бреча. Процена је да је старост вулканске структуре Понешка чука средње-олигоценска.

### Демографија
Насеље има албанску етничку већину.
| Демографија | Демографија | Демографија |
| Година      | Становника  | Становника  |
| ----------- | ----------- | ----------- |
| 1948.       | 889         |             |
| 1953.       | 998         |             |
| 1961.       | 1.197       |             |
| 1971.       | 1.438       |             |
| 1981.       | 1.409       |             |
| 1991.       | 1.342       |             |

## Порекло становништва по родовима
Подаци из 1931. године:
Српски родови:
- Мусељаци (39 куће). (Мусељаци 23 куће и Зозићи 16 куће, славе Ђурђиц), старинци „од фет” (од Косовске битке). Презиме им је дошло, кажу, што су некад њихови преци добили муселимство (старешинство у нахији) као награду што су код свог села оправили поломљена кола некој турској царици кад је ишла на Косово да види Муратов гроб. Уверавају да су имали и ферман о свом муселимству и да су га 1911. године дали царским доглавницима да га предаду цару кад је био на Косову. Ферман им више није враћен.
- Дининци (2 куће, славе Св. Арханђела), досељени из Добротина код Липљана око 1760. године.
- Стаменковци (4 куће, славе Св. Николу), досељени из Врбице око 1830. године.
- Лабљанци (3 куће, славе Св. Петку), досељени из Лабљана око 1885. године.
- Ливочани (1 кућа, славе Св. Арханђела), домаћин куће досељен из рода Прокишића у Горњем Ливочу, код којих је био „доведен” (пасторак).

Арбанашки родови:
- Досељени из северне Албаније, пре него што су досељени у ово село, живели су у околини Скопља, да би се потом доселили у Церницу и одатле се преселили у Понеш око 1810. године. Укупно их је било 30 кућа, од фиса Шаље.

Арбанашки мухаџирски родови, досељени 1878. године:
- Досељени су из Топлице и Јабланице: укупно 17 кућа, припадају фисовима Гаша, Тсача и Бериша.

## Галерија
- Понеш, 2016.
- Понеш, 2016.
- Брда изнад Понеша